# Lista de telenovelas das onze e superséries da TV Globo
As telenovelas das onze e superséries da TV Globo estão relacionadas nesta lista, que apresenta: data de início, data do final e quantidade de capítulos das produções da TV Globo para a faixa. 
Após duas décadas ocupando a faixa das 23 horas com minisséries, seriados, séries e outros programas sem ser de teledramaturgia, em 2011 a TV Globo resolveu recriar a quarta faixa de telenovelas (anteriormente às 22 horas) depois de 20 anos da última tentativa, fazendo uma experiência nesse horário com o remake de O Astro, cuja audiência motivou a manutenção da quarta faixa de novelas, mesmo de forma intermitente, com produções exibidas inicialmente a partir do início do segundo semestre de cada ano.
A faixa é gravada e exibida em alta definição. A gravação/exibição em 24 fps começou a partir do remake de Gabriela, em junho de 2012, seguindo o novo padrão das telenovelas da TV Globo. Ao contrário das novelas das seis (18h), das sete (19h) e das nove (21h) (anteriormente das oito (20h)), os últimos capítulos não são reprisados, além disso, as obras não têm sequência direta, sendo produzidas esporadicamente. Em 8 de junho de 2015, com a estreia de Verdades Secretas, a primeira telenovela original do horário, a Globo havia decidido que a trama seria exibida em totalidade após a novela das nove, todavia, tal fato não se confirmou já na segunda semana de exibição.
A partir de 2017, com a estreia de Os Dias Eram Assim, as produções das 23 horas que até então eram chamadas de novela das onze, passam a se chamar superséries, ainda que com o formato de telenovela. A Globo alegava que as produções do horário são muito menores que as novelas tradicionais, e eram na verdade séries, mas com capitulação corrida, algo já visto em emissoras estrangeiras como a Telemundo e a Televisa. Apenas duas tramas foram exibidas com esta denominação, sendo a segunda e última Onde Nascem Os Fortes em 2018. No entanto, ambas são oficialmente denominadas novelas nas mídias oficiais da Globo, como na Globoplay.
Em 2019, após o cancelamento de Sem Limite e Irmãos de Sangue, ambas tramas de Euclydes Marinho, a emissora cancelou temporariamente a exibição da faixa, e optou pela transmissão de séries (Assédio e Se Eu Fechar os Olhos Agora), enquanto reorganizava a fila de projetos futuro. Maria Adelaide Amaral escrevia O Selvagem da Ópera; Maria Camargo escrevia Um Defeito de Cor; e Walcyr Carrasco escrevia a segunda temporada de Verdades Secretas. Em outubro de 2019, Verdades Secretas II foi anunciada como a primeira telenovela original Globoplay, com previsão de estreia para 2020. Dessa forma, o horário entrou indefinidamente em pausa.
Em 2021, com o avanço da pandemia de Covid-19 no Brasil, a TV Globo optou por uma reprise emergencial de Verdades Secretas, enquanto a segunda temporada era gravada e exibida paralelamente no Globoplay. Um ano depois, foi anunciada a exibição em sinal aberto de Verdades Secretas II, a trama foi exibida em sinal aberto entre 4 de outubro e 18 de novembro de 2022, totalizando 27 capítulos, sendo transmitida de terça a sexta-feira na segunda faixa de shows do canal, em uma versão fortemente editada. Em 2023, Todas as Flores, segunda telenovela original Globoplay, foi escolhida pela TV Globo para ser exibida entre 4 de setembro de 2023 e 20 de novembro de 2023, ocupando a primeira faixa de shows (segundas, terças, quintas e sextas) e a segunda faixa (terças, quartas e quintas), em versão editada que condensou os 85 capítulos originais em 55. A maioria dos capítulos foi exibida na faixa das 22h, mas durante as propagandas ela foi anunciada como uma novela das onze, o que gerou confusão em alguns veículos de mídia. 
A produção mais curta da faixa foi Verdades Secretas II, de Walcyr Carrasco, exibida em 2022, com 27 capítulos. Já a trama mais longa do horário foi Os Dias Eram Assim, de Ângela Chaves e Alessandra Poggi, exibida em 2017, com 88 capítulos. Duas novelas da faixa, O Astro e Verdades Secretas foram indicadas e venceram o Prêmio Emmy Internacional de Melhor Telenovela.

## Telenovelas por ordem de exibição
- ‡ Indica novela disponível em formato original no Globoplay.
- § Indica novela parcialmente disponível no Globoplay.

### Década de 2010
| #                                                                 | Título                  | Início              | Término                | Cap.        | Autoria                            | Direção              | Ref.        |
| Telenovelas                                                       | Telenovelas             | Telenovelas         | Telenovelas            | Telenovelas | Telenovelas                        | Telenovelas          | Telenovelas |
| ----------------------------------------------------------------- | ----------------------- | ------------------- | ---------------------- | ----------- | ---------------------------------- | -------------------- | ----------- |
| 1                                                                 | O Astro ‡               | 12 de julho de 2011 | 28 de outubro de 2011  | 64          | Alcides Nogueira, Geraldo Carneiro | Roberto Talma        | [ 17 ]      |
| 2                                                                 | Gabriela                | 18 de junho de 2012 | 26 de outubro de 2012  | 77          | Walcyr Carrasco                    | Roberto Talma        | [ 21 ]      |
| 3                                                                 | Saramandaia ‡           | 24 de junho de 2013 | 27 de setembro de 2013 | 56          | Ricardo Linhares                   | Denise Saraceni      | [ 22 ]      |
| 4                                                                 | O Rebu ‡                | 14 de julho de 2014 | 12 de setembro de 2014 | 36          | George Moura, Sergio Goldenberg    | José Luiz Villamarim | [ 23 ]      |
| 5                                                                 | Verdades Secretas ‡     | 8 de junho de 2015  | 25 de setembro de 2015 | 64          | Walcyr Carrasco                    | Mauro Mendonça Filho | [ 24 ]      |
| 6                                                                 | Liberdade, Liberdade §  | 11 de abril de 2016 | 4 de agosto de 2016    | 67          | Mário Teixeira                     | Vinícius Coimbra     | [ 25 ]      |
| "Superséries"                                                     |                         |                     |                        |             |                                    |                      |             |
| 7                                                                 | Os Dias Eram Assim §    | 17 de abril de 2017 | 18 de setembro de 2017 | 88          | Ângela Chaves, Alessandra Poggi    | Carlos Araújo        | [ 26 ]      |
| 8                                                                 | Onde Nascem os Fortes § | 23 de abril de 2018 | 16 de julho de 2018    | 53          | George Moura, Sergio Goldenberg    | José Luiz Villamarim | [ 27 ]      |
| Interrupção da faixa (17 de julho de 2018 — 3 de outubro de 2022) |                         |                     |                        |             |                                    |                      |             |

### Década de 2020
| #                                 | Título                            | Início                            | Término                           | Cap.                              | Autoria                           | Direção                           | Ref.                              |
| Telenovelas "Originais Globoplay" | Telenovelas "Originais Globoplay" | Telenovelas "Originais Globoplay" | Telenovelas "Originais Globoplay" | Telenovelas "Originais Globoplay" | Telenovelas "Originais Globoplay" | Telenovelas "Originais Globoplay" | Telenovelas "Originais Globoplay" |
| --------------------------------- | --------------------------------- | --------------------------------- | --------------------------------- | --------------------------------- | --------------------------------- | --------------------------------- | --------------------------------- |
| 9                                 | Verdades Secretas II              | 4 de outubro de 2022              | 18 de novembro de 2022            | 27                                | Walcyr Carrasco                   | Amora Mautner                     | [ 28 ]                            |
| 10                                | Todas as Flores                   | 4 de setembro de 2023             | 20 de novembro de 2023            | 55                                | João Emanuel Carneiro             | Carlos Araújo                     | [ 29 ]                            |
| 11                                | Guerreiros do Sol                 | 2026 (previsão)                   | –                                 | –                                 | George Moura, Sergio Goldenberg   | Rogério Gomes                     | [ 30 ]                            |

## Reprise
Durante a pandemia de COVID-19, em meio a escassez de conteúdos inéditos e como forma de impulsionar a estreia de Verdades Secretas II como primeira telenovela original Globoplay, a Globo anunciou a reprise da primeira temporada de Verdades Secretas, entre 24 de agosto e 17 de dezembro 2021, totalizando 69 capítulos, cinco a mais que a exibição original.
| # | Título            | Início               | Término                | Cap. | Autoria         | Direção              | Ref.   |
| - | ----------------- | -------------------- | ---------------------- | ---- | --------------- | -------------------- | ------ |
| 1 | Verdades Secretas | 24 de agosto de 2021 | 17 de dezembro de 2021 | 69   | Walcyr Carrasco | Mauro Mendonça Filho | [ 32 ] |